# Yannick Nzosa
Yannick Nzosa Manzila (* 15. November 2003 in Kinshasa) ist ein kongolesischer Basketballspieler.

## Werdegang
Nzosa war Fußballtorwart, ehe er sich dem Basketballsport widmete. Er wechselte im Alter von 13 Jahren aus seinem Heimatland in den Nachwuchsbereich von Stella Azzurra Rom nach Italien, nachdem er sich zuvor vergebens darum bemüht hatte, eine Aufenthaltsgenehmigung für Spanien zu erhalten, um die Basketballschule Canterbury Academy auf Gran Canaria zu besuchen.
Im Sommer 2019 holte ihn der spanische Erstligist Unicaja Málaga, nachdem zunächst gemeldet worden war, dass Nzosa per Leihabkommen zum italienischen Zweitligisten Roseto Sharks gehen würde, dort aber plötzlich verschwand. Stella Azzurra Rom beklagte daraufhin eine „Entführung“ des Jugendlichen. Mit 16 Jahren, zehn Monaten und zwölf Tagen gab er für Málaga im Spiel gegen Andorra Ende September 2020 seinen Einstand in der Liga ACB und blieb in 18 Spielminuten bei fünf Würfen ohne Fehlversuch. Des Weiteren sicherte er sich drei Rebounds und blockte zwei gegnerische Würfe. Mit Hilfe des spanischen Basketballverbands stellte Nzosa 2021 einen Antrag auf Erhalt der spanischen Staatsbürgerschaft mittels Ausnahmegenehmigung.
Im Juni 2022 gingen die Rechte an Nzosa beim NBA-Draftverfahren an die Mannschaft Washington Wizards. Im Sommer 2022 einigte sich Málaga mit Betis Sevilla, Nzosa vorerst per Leihabkommen an den Ligakonkurrenten abzugeben. In der Saison 2022/23 kam er aus Verletzungsgründen so gut wie nicht zum Zuge, im Spieljahr 2023/24 bestritt er 42 Ligaspiele für CB Estudiantes und erzielte in der zweiten spanischen Liga im Durchschnitt 4 Punkte je Begegnung.
Im Sommer 2024 wurde Nzosa an den Zweitligisten Baloncesto Fuenlabrada verliehen. Zur Saison 2025/26 wechselte er (abermals per Ausleihe) zum Erstligisten CB Miraflores.